# Agrupación Democrática Centroafricana
Agrupación Democrática Centroafricana (RDC; en francés: Rassemblement démocratique centrafricain) es un partido político existente en la República Centroafricana.
El partido se formó en 1986, como oposición al presidente de turno David Dacko. Su fundador, el general André Kolingba dirigió un golpe de Estado ese mismo año que lo dejó dueño del poder y gobernó con su colectividad, reformando la Constitución a un unipartidismo. De ahí que en las elecciones legislativas de 1987 el RDC obtuvo los 52 escaños ya que estaban prohibidos los demás partidos políticos.
El gobierno de Kolingba terminó con la convocatoria a elecciones en 1993, donde obtuvo un 12,33%. Desde ese instante, el partido no logró superar la brecha para ser competitivo en las elecciones presidenciales y su presencia en la Asamblea Nacional ha disminuido considerablemente.
Fue presidido en 2011 por Emile Gros Raymond Nakombo, quien fuere candidato presidencial ese año, logrando el resultado más bajo en la historia del RDC, 4,61% de los votos.

## Resultados electorales
Resultados electorales en elecciones presidenciales y legislativas desde la formación del RDC.

### Parlamentarias
| Año elección (total a elegir) | Cargos electos | Votos   | Porcentaje de votos |
| 1987 (52)                     | 52             | 754 806 | 98,12%              |
| 1993 (85)                     | 13             | 188 831 | 15,29%              |
| 1998 (109)                    | 20             | 228 752 | 18,34%              |
| 2005 (105)                    | 8              | 99 283  | 7,62%               |

### Presidenciales
| Año elección (total a elegir) | Cargos electos | Votos   | Porcentaje de votos |
| 1993 (1)                      | 0              | 97 942  | 12,33%              |
| 1999 (1)                      | 0              | 194 440 | 19,38%              |
| 2005 (1)                      | 0              | 145 495 | 16,36%              |
| 2011 (1)                      | 0              | 51 469  | 4,61%               |